# Cayan Tower
Cayan Tower, còn gọi là Infinity Tower trược khi khánh thành, là một nhà chọc trời cao 306 mét (1.004 ft) gồm 80 tầng ở Dubai, Các Tiểu vương quốc Ả Rập Thống nhất bởi Đầu tư bất động sản và phát triển Cayan. Tòa nhà được thiết kế bởi nhóm kiến trúc Skidmore, Owings and Merrill SOM, cùng nhóm đã thiết kế Burj Khalifa ở Dubai và Trump Tower ở Chicago. Khi mở cửa vào 10 tháng 6 năm 2013, nó đã trở thành tòa nhà cao nhất thế giới có thể xoay 90 độ.

## Thiết kế
Cayan Tower được thiết kế bởi Skidmore, Owings & Merrill (SOM) và nó được thực hiện ở công ty phát triển bất động sản CAYAN. Căn hộ của Cayan Tower được thiết kế với sàn gỗ, mặt đá cẩm thạnh, và phụ kiện nhà bép. Tòa nhà còn bao gồm 5 tầng gửi xe nằm sau nó.
Cayan Tower có những ngôi nhà giải pháp tài chính dành cho những ai muốn thuê căn hộ vào cuối tuần hoặc trong suốt kỳ nghỉ của họ. Các phòng của tòa nhà được thiết kế không chịu ảnh hưởng ánh sáng trực tiếp do các tấm kim loại titan đúc trên các trụ bê tông với những tấm kính xen kẽ nhau ngăn chặn ánh sáng mặt trời từ bên ngoài tránh ảnh hưởng đến người dân.

## Ngập lụt
Công trình của tòa nhà đã bị trì hoãn trong một năm rưỡi sau khi phần móng bị ngập khi bức tường ngăn của Dubai Marina bị vỡ vào 7 tháng 2 năm 2007. Theo nhân chứng kể lại đã có một tiếng nứt lớn, sau đó là một dòng nước chảy và cát. Dự án tiếp tục công trình vào tháng 7 năm 2008.

## Lễ ra mắt chính thức
Cayan Tower được khánh thành cùng với pháo hoa kết hợp màn hình laser trên tháp vào 10 tháng 6 năm 2013 và trở thành tòa nhà xoắn ốc cao nhất thế giới, vượt qua Turning Torso.

## Hình ảnh

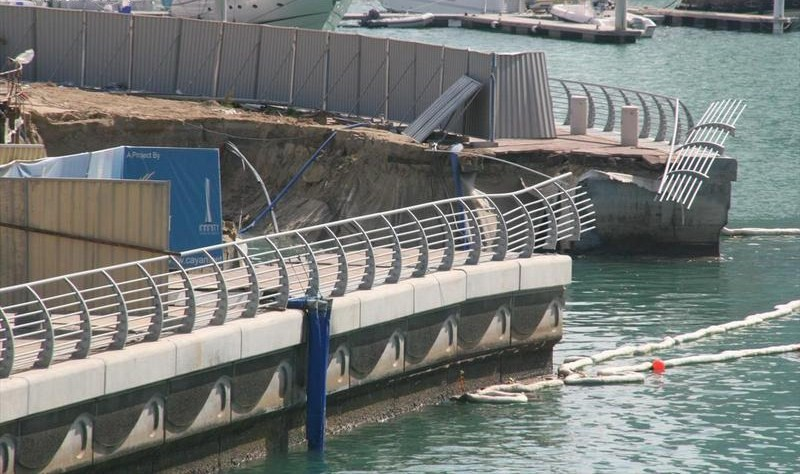
Bức tường sập và ngập lụt tại công trình Infinity Tower
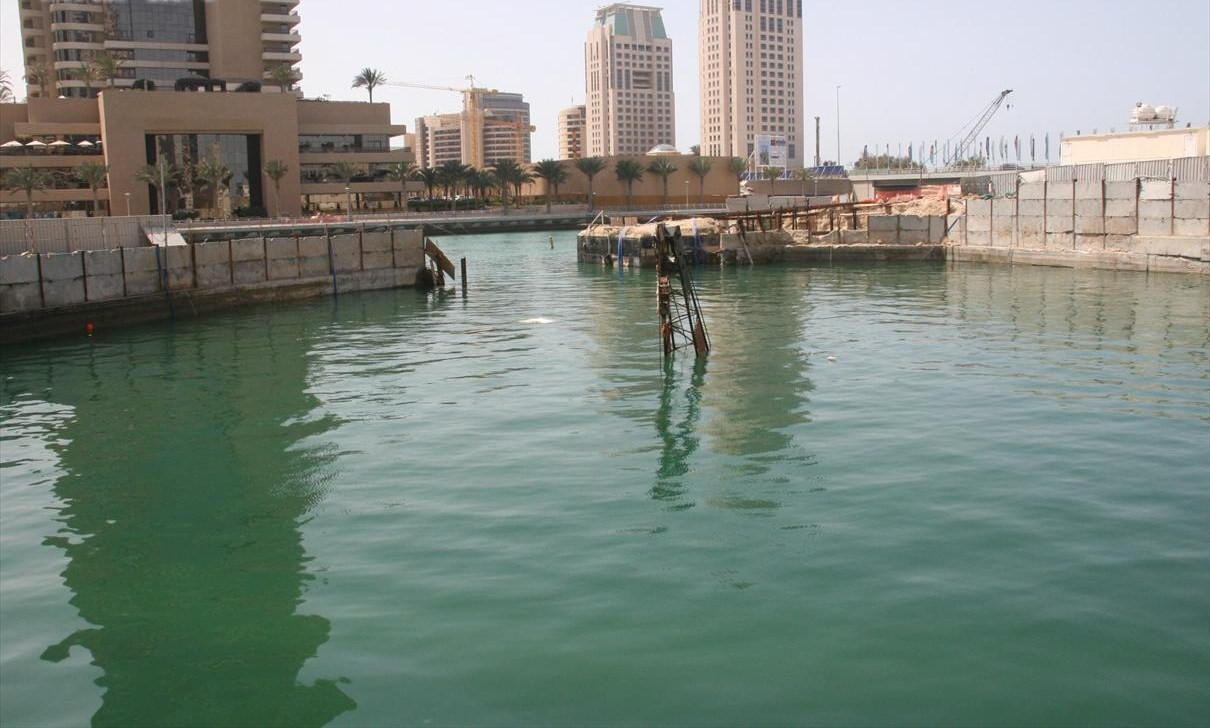
Infinity Tower' ngập vào 9 tháng 3 năm 2007

## Liên kết
- Infinitytower.com
- Infinity Tower trên CTBUH Lưu trữ ngày 7 tháng 7 năm 2012 tại archive.today
- Infinity Tower trên Emporis
- Infinity Tower trên Skyscraperpage
- Snopes Article on collapse of wall
- Photographs of Site after wall collapse Lưu trữ ngày 9 tháng 6 năm 2007 tại Wayback Machine